# NGC 1428
NGC 1428 ist eine elliptische Zwerggalaxie vom Hubble-Typ E/SB0 im Sternbild Fornax am Südsternhimmel. Sie ist schätzungsweise 68 Millionen Lichtjahre von der Milchstraße entfernt und hat einen Durchmesser von etwa 20.000 Lichtjahren. Die Galaxie ist unter der Katalognummer FCC 277 als Mitglied des Fornax-Galaxienhaufens gelistet.
Im selben Himmelsareal befinden sich u. a. die Galaxien NGC 1404, NGC 1427, NGC 1436.
Das Objekt wurde am 19. Januar 1865 vom deutschen Astronomen Julius Schmidt entdeckt.